# ФК Динамо Букурешт
ФК Динамо Букурешт (рум. FC Dinamo București) је професионални румунски фудбалски из Букурешта, а тренутно се такмичи у Првој лиги Румуније. Највећи ривали су Стеауа и Рапид.

## Успеси

### Национални
- Прва лига Румуније: (18)
  - Победник : 1955, 1961/62, 1962/63, 1963/64, 1964/65, 1970/71, 1972/73, 1974/75, 1976/77, 1981/82, 1982/83, 1983/84, 1989/90, 1991/92, 1999/00, 2001/02, 2003/04, 2006/07.
  - Друго место (20) : 1951, 1952, 1953, 1956, 1958/59, 1960/61, 1966/67, 1968/69, 1973/74, 1975/76, 1978/79, 1980/81, 1984/85, 1986/87, 1987/88, 1988/89, 1992/93, 1998/99, 2000/01, 2004/05.

- Куп Румуније: (13)
  - Победник  : 1958/59, 1963/64, 1967/68, 1981/82, 1983/84, 1985/86, 1989/90, 1999/00, 2000/01, 2002/03, 2003/04, 2004/05, 2011/12.
  - Финалиста (10) : 1954, 1968/69, 1969/70, 1970/71, 1986/87, 1987/88, 1988/89, 2001/02, 2010/11, 2015/16.
- Лига куп Румуније: (1)
  - Победник : 2016/17.
- Суперкуп Румуније: (2)
  - Победник : 2005, 2012.
  - Финалиста (4) : 2001, 2002, 2003, 2007.

### Међународни
- Куп европских шампиона:
  - Полуфинале (1) : 1983/84.
- Куп победника купова:
  - Полуфинале (1) : 1989/90.
  - Четвртфинале (1) : 1988/89.